# Isabel (Illinois)
Pour les articles homonymes, voir Isabel.
Isabel est une communauté non incorporée de l’Embarrass Township, dans le comté d'Edgar en Illinois.